# Gulfstream X-54
Gulfstream X-54 byl navrhovaný výzkumný experimentální letoun, který byl společným projektem společnosti Gulfstream Aerospace a organizace NASA. Letoun měl být schopný dosahovat rychlosti 2 500 mil/h, tedy přibližně 4 023 km/h.

## Vznik a vývoj
Společnost Gulfstream ve spolupráci s NASA získala zkušenosti s potlačením sonického třesku pomocí tzv. „tichého hrotu“, který byl instalován na letounu NASA F-15B Quiet Spike.
V květnu roku 2008 bylo NASA přiděleno označení X-54A pro nadzvukový experimentální letoun, který by měl přispět k vývoji technologií snížujících nežádoucí účinky zvukového třesku a vědcům měl poskytnout data z oblasti nadzvukových letů. Letoun měl být poháněn dvojicí motorů Rolls-Royce Tay 651 o tahu 66,7 kN. Následující rok NASA testovala v aerodynamickém tunelu model navržený společností Gulfstream. Testovaný model měl mít zahnutá křídla, která měla potlačovat rázové vlny, čímž mělo docházet ke snížení zvukového třesku. Letoun se měl vyznačovat dlouhou štíhlou přídí, konvenčním průřezem trupu a křídly s pevnou geometrií.
Roku 2009 společnost Gulfstream dle periodika Flight International tvrdila, že dokud budou platné omezení pro nadzvukové lety nad pevninou v Evropě a nad USA nevyrobí nadzvukové letadlo. Společnost nevyloučila možnost postavení demonstrátoru, který by byl financován americkou vládou.
Společnost Gulfstream si zažádala roku 2012 o ochrannou známku pro letoun Whisper, který vychází koncepčně z experimentu Quiet Spike. Na nákresech z roku 2012 má letoun stupňovitou příď, která je obdobou špičky letounu Quiet Spike, krátkou kabinou s řadou pěti oken . Letoun je také znázorněn s křídlem s měnitelnou geometrií.
Později začala NASA spolupracovat se společností Lockheed na vývoji letounu X-59 QueSST, který by měl zahájit testy kolem roku 2024. Cílem toho letounu je získat data, které by mohly vést ke zrušení zákazu nadzvukových letů nad pevninou.

## Specifikace (X-54A)
Technické údaje
- Pohonná jednotka: 2x dvouproudový motor Rolls-Royce Tay 651 o tahu 66,7 kN.[7][6]

Výkony
- Maximální rychlost:  4 023 km/h (plánováno)[2]